# Köritz
Köritz ist ein Wohnplatz der Stadt Neustadt (Dosse) im Südwesten des Landkreises Ostprignitz-Ruppin in Brandenburg.

## Lage
Köritz liegt unmittelbar südöstlich des Kernstadtgebietes von Neustadt (Dosse). Weitere Nachbarorte sind Segeletz im Osten, Schönfeld, Neu Amerika und Hohenofen im Süden, Strubbergshof und Hauptgestüt im Westen und Spiegelberg im Nordwesten.
Durch Köritz führen die Bundesstraße 102 nach Rathenow und die Landesstraße 141 nach Dreetz. Nördlich des Ortes liegt die Bahnstrecke Berlin–Hamburg.

## Geschichte
Köritz wurde im Jahr 1305 als kuritz erstmals urkundlich erwähnt. Der Ortsname ist von einem aus einer slawischen Sprache stammenden Wort für Baumrinde abgeleitet und bezeichnet einen Ort, in dem Bast verarbeitet wurde. Die Siedlungsform ist in ihrem Ursprung ein Kreuzangerdorf. Köritz gehörte früher bereits zu großen Teilen zur Herrschaft Neustadt, die das Dorf 1699 vollständig erwerben konnte. Der Ort war Erbpachtvorwerk im kurfürstlich-brandenburgischen Amt Neustadt an der Dosse. Ab 1524 lag Köritz im Ruppinischen Kreis. Nach dem Dreißigjährigen Krieg lag Köritz fast vollständig wüst, lediglich das Gut des ansässigen Adelsgeschlechtes Kröcher stand noch. Nach 1687 wurde der Ort wieder aufgebaut, um 1800 zählte der Ort wieder über 600 Einwohner.
Von 1815 an gehörte Köritz zur preußischen Provinz Brandenburg. Nach der Preußischen Verwaltungsreform im April 1817 wurde der Ruppinische Kreis als Landkreis Ruppin weiter geführt.  1846 erhielt Köritz einen Bahnanschluss, was zu einem starken Bevölkerungswachstum führte. 1872 wurde das Amt Neustadt an der Dosse aufgelöst. Am 30. September 1928 wurden die Landgemeinde Köritz und der gleichnamige Gutsbezirk zu der neuen Gemeinde Köritz vereinigt. 
1872 erfolgte nach der neuen Kreisordnung die Aufteilung in Amtsbereiche, und Kampehl kam zum Amtsbereich Köritz hinzu. Die frühere Verwaltung von Köritz hatte ihren Sitz in einem Haus gegenüber der Köritzer Kirche (Eck-Schulze).
Zum 1. April 1938 erfolgte die Eingemeindung des südlichen Nachbardorfes Schönfeld. Bei der Bodenreform nach dem Ende des Zweiten Weltkrieges wurden 221 Hektar Ackerland auf 89 Neubauern verteilt. Zu DDR-Zeiten gehörte der Ort nach einer Gebietsreform im Juli 1952 zum Kreis Kyritz im Bezirk Potsdam. Am 1. August 1954 wurde Köritz mit den Ortsteilen Gadenshof, Ihlenhaus, Schönfeld und Vogelsang nach Neustadt (Dosse) eingemeindet. Gadenshof ist heute eine Wüstung. Im gleichen Jahr gründete sich im Ort eine Landwirtschaftliche Produktionsgenossenschaft des Typs I. Nach der Wiedervereinigung gehörte Köritz zum Landkreis Kyritz des Landes Brandenburg, der im Dezember 1993 im Landkreis Ostprignitz-Ruppin aufging.

## Dorfkirche Köritz
Die Dorfkirche Köritz wurde als Putzbau zwischen 1741 und 1743 errichtet. Der quadratische Westturm mit geschweifter Haube wurde 1802 angebaut. Die Erweiterung des Querhauses mit neuen Fenstern erfolgte im Zuge eines Innenausbaus des Gebäudes im Jahr 1901. Das Kirchenschiff wurde um 1970 als Winterkirche abgeteilt. 1996/97 wurde die Kirche restauriert.
Ursprünglich befand sich in der Kirche eine 1824 von Tobias Turley aus Treuenbrietzen gebaute Orgel, die 1902 durch einen Neubau von Albert Hollenbach ersetzt wurde. Die Orgel wurde 2003 restauriert und ist die größte noch erhaltene Hollenbach-Orgel. In der Winterkirche steht eine Orgel von Friedrich Hermann Lütkemüller aus dem Jahr 1869, die sich zuvor in der abgerissenen Dorfkirche in Ganzer befand.

## Bevölkerungsentwicklung
| Jahr | Einwohner |
| ---- | --------- |
| 1875 | 1319      |
| 1890 | 1402      |
| 1910 | 1471      |

| Jahr | Einwohner |
| ---- | --------- |
| 1925 | 1555      |
| 1933 | 1540      |
| 1939 | 1604      |

| Jahr | Einwohner |
| ---- | --------- |
| 1946 | 2588      |
| 1950 | 2439      |

Gebietsstand des jeweiligen Jahres